# 芬妮希爾 (小說)
《一個愉悅女人的回憶錄》（英語：Memoirs of a Woman of Pleasure），以別名《芬妮希爾》（Fanny Hill）著稱，是一本由约翰·克莱兰德創作並在倫敦發行於1748年的情色小說。作者在囚禁於負債人監獄時完成該作品。該作品被認為是史上第一個英文原創色情散文集，也是第一個使用小說體裁的色情作品。由於該作品歷來飽受爭議及查禁，其已成為猥褻之同義詞。